# Żywy Skarb Narodowy
Żywy Skarb Narodowy (jap. 人間国宝 Ningen Kokuhō) – tytuł nadawany w Japonii mistrzom sztuk i rzemiosł takich jak, np. ukiyo-e, papiernictwo i garncarstwo, a także mistrzom różnych rodzajów tradycyjnego teatru japońskiego, np. bunraku, kabuki. Głównym celem nadawania tego tytułu jest ochrona japońskich tradycji oraz ich kontynuacja. 
Pierwsze tytuły zostały nadane przez japoński rząd w 1950 roku.

## Indywidualne odznaczenia
Lista niektórych osób odznaczonych tytułem Żywego Skarbu Narodowego:
- Toyozo Arakawa (1894-1985) – garncarstwo
- Matsumoto Gennosuke (ur. 1924) – taiko, kagura
- Shōji Hamada (1894-1978) – garncarstwo
- Hasui Kawase (1883–1957) – ukiyo-e
- Imaizumi Imaemon XIII – garncarstwo
- Manji Inoue – garncarstwo
- Shinsui Itō (1888-1972) – ukiyo-e
- Sakaida Kakiemon XIV – garncarstwo
- Serizawa Keisuke (1895-1984) – projektowanie tkanin
- Bandō Mitsugorō VIII (1906-1975) – aktorstwo
- Tatsuzo Shimaoka (1919-2007) – garncarstwo
- Goro Yamaguchi (1933–1999) – gra na shakuhachi
- Nakamura Jakuemon IV (ur. 1920) – kabuki
- Sakata Tōjūrō IV (ur. 1931) – kabuki
- Fukumi Shimura (ur. 1924) – barwienie kimon